# Kara Hayward

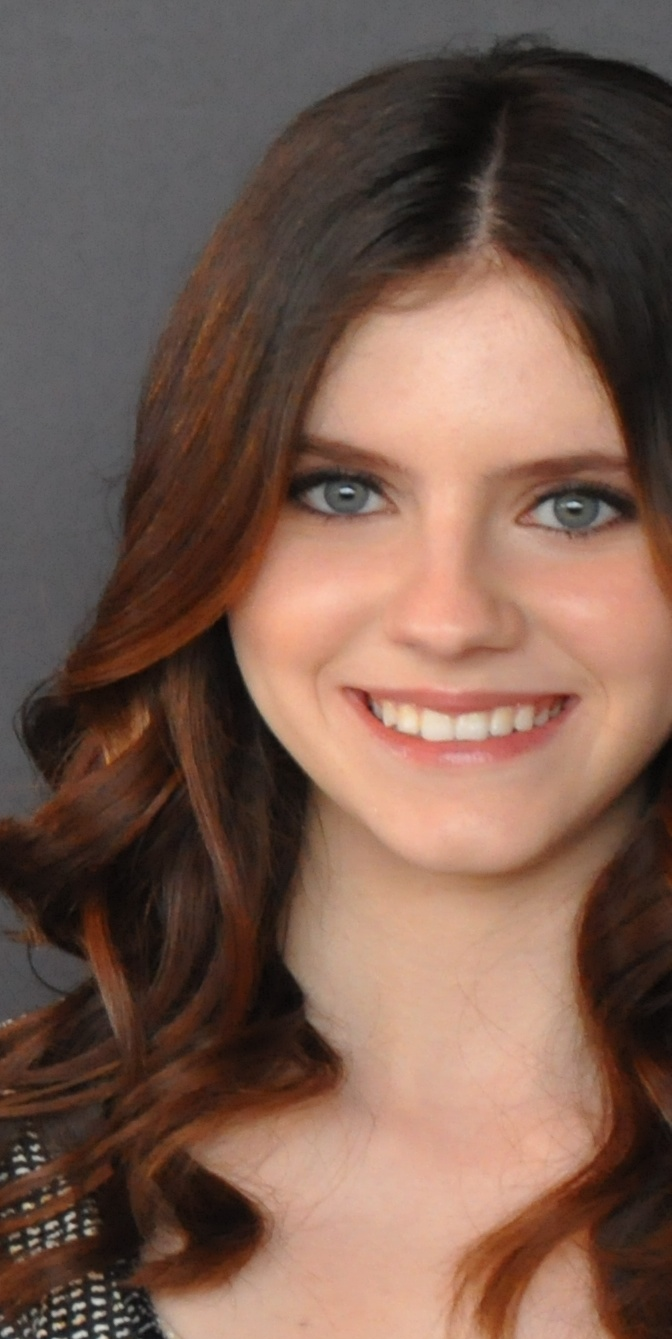
Kara Hayward 2012.

Kara Hayward, född 17 november 1998 i Andover, Massachusetts, är en amerikansk skådespelare. Hon är bland annat känd för sin roll som Suzy Bishop i Moonrise Kingdom (2012).
Hayward har varit medlem i Mensa sedan nioårsåldern.

## Filmografi i urval
- 2012 – Moonrise Kingdom
- 2014 – The Sisterhood of Night
- 2015 – Fan Girl
- 2016 – Manchester by the Sea
- 2016 – Paterson
- 2019 – Us